# Prionyx macula
Prionyx macula är en biart som först beskrevs av Fabricius 1804.  Prionyx macula ingår i släktet Prionyx och familjen grävsteklar.

## Underarter
Arten delas in i följande underarter:
- P. m. lugens
- P. m. macula